# Carrozzeria Bertone
Pour les articles homonymes, voir Bertone.
Carrozzeria Bertone est une entreprise de carrosserie automobile italienne fondée à Turin en novembre 1912 par Giovanni Bertone (1884-1972), qui avait initialement comme objet social la réparation et la construction de chariots pour la traction animale.
En 2022, les nouveaux propriétaires Mauro et Jean-Franck Ricci ont relancé la marque Bertone, entamant une nouvelle ère en tant que carrossier de voitures exclusives en édition limitée. En juin 2024, ils présentent leur premier modèle, la Bertone GB110, limitée à 33 exemplaires.

## Historique

### Création
En novembre 1912, Giovanni Bertone, alors âgé de 28 ans, crée à Turin un atelier de construction et de réparation de carrosses. La première année, il occupe trois salariés.
En ce début du XXe siècle, les automobiles sont rares et l'on croise beaucoup de carrosses dont ceux du jeune Bertone qui se distinguent par leur ligne soignée et leur qualité de construction et leur grande robustesse.
En 1914, le couple Bertone accueille son second enfant, baptisé Giuseppe, mais qui bien vite sera surnommé « Nuccio ». C'est le futur Maître du design automobile qui vient de naître. En 1915, l'Italie entre en guerre, c'est la première guerre mondiale, et l'activité de l'atelier Bertone cesse, faute de commandes mais aussi faute de salariés.

### Renaissance après la Première Guerre mondiale
Giovanni Bertone reprend son activité au début de l'année 1920 dans un nouvel atelier situé 119 via Monginevro toujours à Turin, avec 20 salariés.
En 1921, la société recevra sa première commande importante de design et construction automobile ; la carrosserie Torpedo, pour le modèle 23S de SPA. Il s'ensuivit immédiatement la Fiat 501 Sport Course. Avec les débuts de l’industrialisation du secteur automobile, les méthodes de carrossage emboîtent le pas : ce sont des chaînes de montage qui assemblent désormais les armatures en bois sur des châssis métalliques. Et les voitures étant de plus en plus rapides, elles exigent des carrosseries de plus en plus solides.
Bertone conçoit des hard-top démontables pour transformer par exemple la Lambda de Vincenzo Lancia en berline plus robuste et plus sûre.
Très rapidement Bertone est sollicité par les plus importants constructeurs automobiles ; Fast, Chiribiri, Aurea, SCAT, Diatto, mais il travaillera le plus fréquemment avec Fiat et Lancia. Vincenzo Lancia, qui le surnommera « Bertunot », à la piémontaise, lui confiera quasiment toutes ses réalisations spéciales destinées à une production en petite série. C'est le début de la production « Fuori serie » italienne qui fera le tour du monde.
La fin des années 1920 voit la réputation de la Carrozzeria Bertone passer un cap important avec la confirmation du design italien. Bertone devient LE designer de référence et signe les modèles de grand luxe comme les Fiat 505 Limousine, Itala 51S et Lancia Lambda série VIII de 1928.

### Débuts de Nuccio Bertone
Bien que la crise de 1929 ait fortement pénalisé toute l'industrie automobile mondiale et les carrossiers spécialisés par voie de conséquence, la Carrozzeria Bertone maintient son cap et poursuit son développement grâce à une gestion avisée et rigoureuse.
Le jeune Giuseppe, « Nuccio », à peine âgé de 19 ans, qui s'est fait remarquer durant ses études par ses qualités de dessinateur, fait ses premiers pas dans l’usine de son père en 1933.
En 1934, Carrozzeria Bertone réalise la Fiat 527S Ardita 2500 qui représente, en matière de style automobile, le premier volet d'une révolution du design et de la manière de concevoir la nouvelle génération de voitures. L'aérodynamique devient un concept à la mode et les carrosseries font état de détails constructifs nouveaux comme l'esthétique. Une calandre avant incorporant les phares, la capote qui se loge entièrement dans le corps arrière de la voiture, etc.
Trois ans plus tard, la Fiat 1500, dont la carrosserie profilée est signée Bertone, remporte le concours de stylisme de Turin.
L’arrivée dans l’entreprise de Nuccio Bertone donnera un nouvel élan au centre de design. Les créations Bertone symbolisent le design italien de l’après-guerre et reste la référence en la matière encore de nos jours.

### Développement des années 1950
Après la Seconde Guerre mondiale, l'Europe se remet lentement de ses blessures. L'économie redémarre mais avec la reprise des productions d'avant guerre. La première automobile de conception nouvelle sera la Fiat 1100 dont Nuccio Bertone se verra confier la conception et la production de la version cabriolet.
La Carrozzeria Bertone sera l’auteur du dessin de très nombreuses automobiles qui marqueront leur temps, entre autres pour Alfa Romeo, Ferrari, Fiat, Lancia, Lamborghini et Volvo. Elle est l’auteur du fameux scooter italien Lambretta. C'est aussi à cette époque que Bertone sera très sollicité par les constructeurs étrangers, anglais notamment, pour la réalisation des coupés MG, Bristol et Aston Martin notamment, allemands avec NSU.

### Essor des années 1960

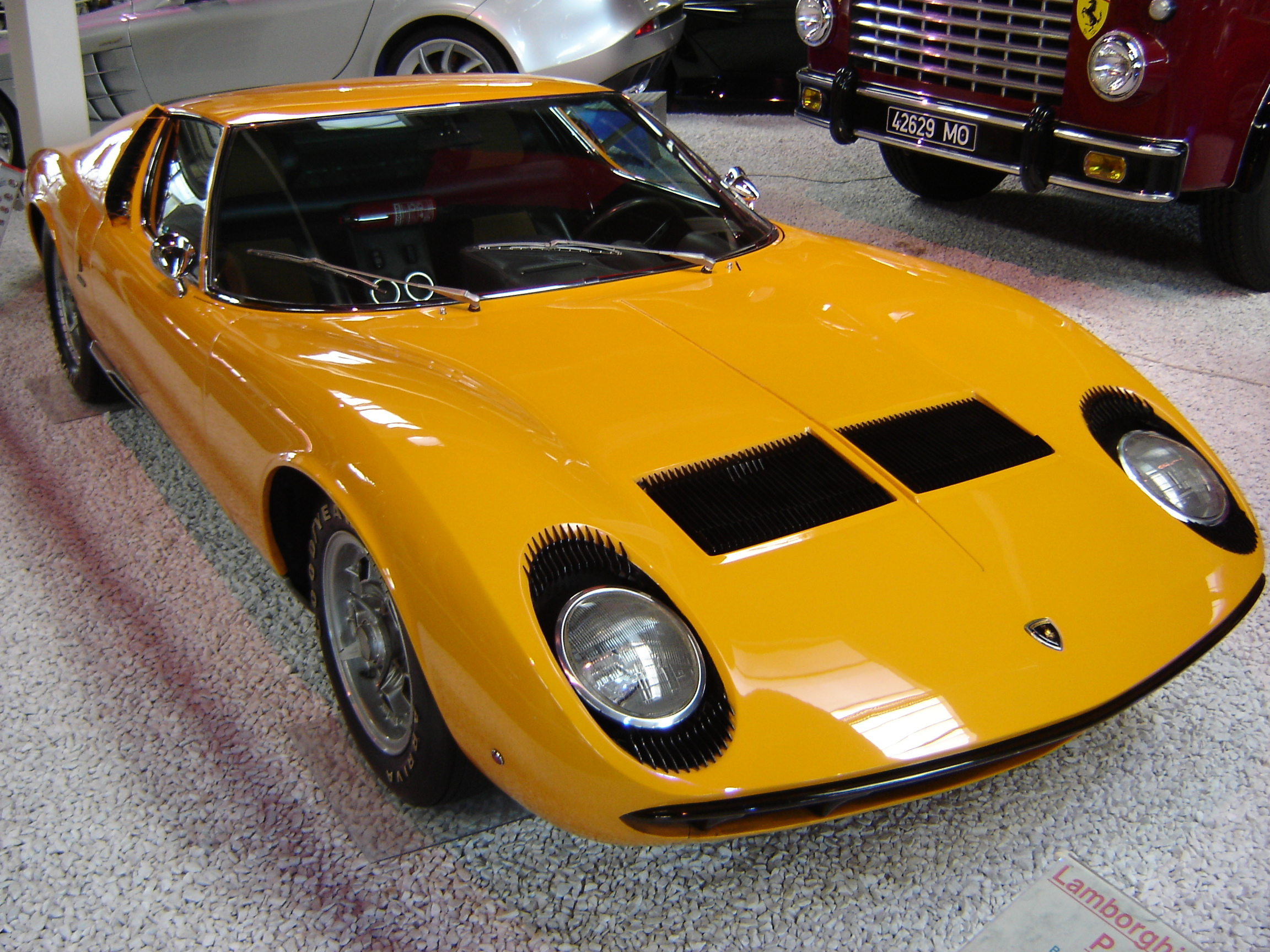
La Lamborghini Miura, 1966.

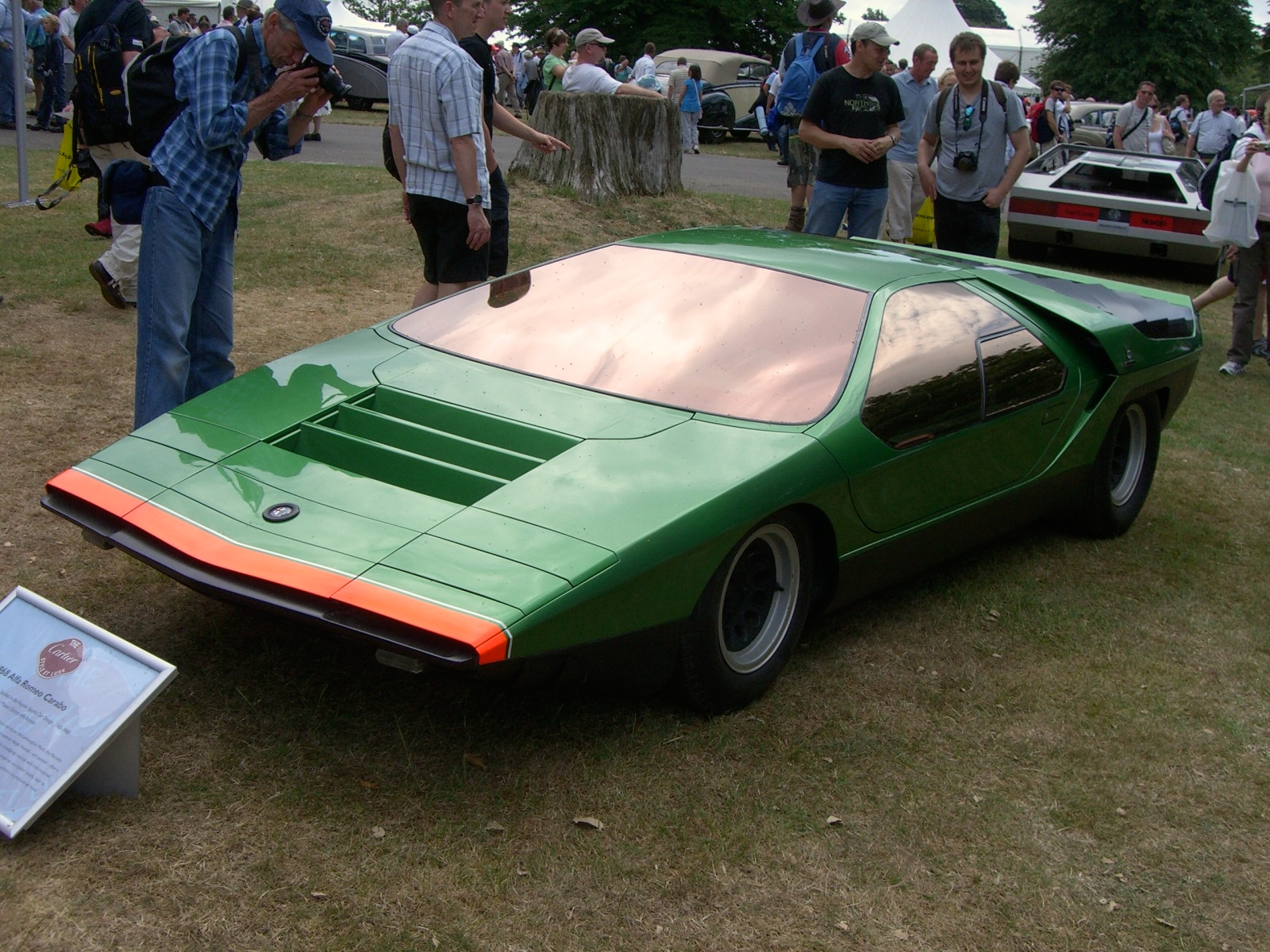
La Carabo Bertone, 1968.

Les années 1960 représentent l'archétype des GT à l'italienne. Bertone dévoile les magnifiques Alfa Romeo 2600 Sprint, Ferrari 250GT SWB Berlinetta Speciale Série I et Série II, Aston Martin DB4 GT et Maserati 5000 GT. Il signera également les Simca 1000 Coupé, BMW 3200 CS, ASA 1000 qui sera à l'origine de l'aventure Ferrari, l'ISO Rivolta GT 300, l'ISO Grifo, les Alfa Romeo Giulia Sprint.
En 1965, il réalise le projet de la Fiat 850 Spider dont Gianni Agnelli lui confiera la production qui atteindra 120 voitures par jour entre 1965 et 1972, dont une version spéciale pour les États-Unis.
Lors de la création de la marque Lamborghini, Bertone en sera désigné carrossier officiel et sa plus belle réalisation restera la Lamborghini Miura.
Cet atelier de l'art de la carrosserie automobile italienne s'est développé et a connu le succès actuel grâce à son patron Nuccio Bertone (1912-1997), fils de Giovanni, le fondateur, un homme qui a su gérer son entreprise et garder une main de maître sur l'évolution esthétique et du goût, ce qui lui a permis d'endiguer les rêves de certains jeunes stylistes. De grands noms du design ont appris leur métier chez Bertone comme Marcello Gandini et Giorgetto Giugiaro.
Les ateliers Bertone sont installés à Grugliasco depuis le début des années 1970, près de Turin où ils occupent une surface de 267 000 mètres carrés couverts et emploient 1 500 salariés. Sur ce nouveau site sont regroupés les bureaux d'études, l'usine de construction des carrosseries et d'assemblage des voitures, ainsi qu'à Caprie aussi près de Turin, où sont installés les bureaux de recherche de la division Bertone Stile, le centre de recherche et développement design dans lequel sont étudiées et créées les formes nouvelles et les prototypes.

### Des années 2000 jusqu'à la renaissance en 2022

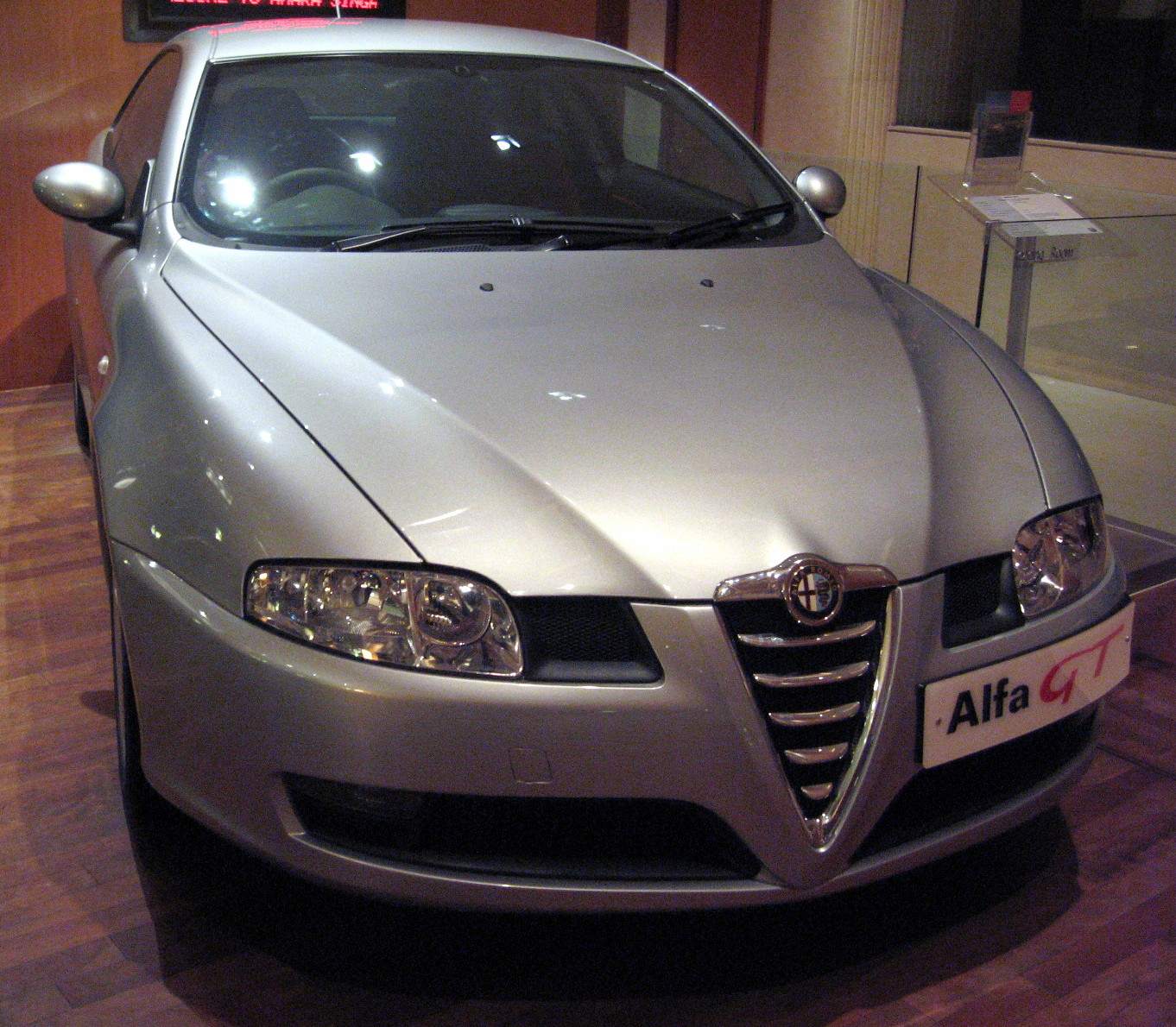
Alfa Romeo GT, 2003

Après la gloire que connaissent les ateliers Bertone jusqu'à la fin des années 1980, lentement le carrossier revient à des ambitions plus modestes. Au début du XXIe siècle, Bertone ne subsiste plus qu'avec l'Alfa Romeo GT, rejointe par des commandes de quelques constructeurs chinois comme Chery, FAW ou BAIC. Finalement, Bertone présente au Salon automobile de Genève 2012 un concept-car qui signera la dernière création du carrossier italien, alors que ce même concept intitulé Bertone Nuccio fêtait paradoxalement le centième anniversaire de l'entreprise. En effet, en 2014, après l'accumulation de dettes sur les cinq années précédentes, estimées à près de 31 millions d'euros, Bertone n'est plus en mesure de continuer la lutte pour sa survie. Sans plan crédible pour son avenir, celui qui marqua le design automobile ne peut plus rien faire lorsque sa faillite est actée le 4 juin 2014, sans aucune médiatisation.
Les droits appartiennent désormais à la nouvelle firme Bertone Design créée à Milan par Marco Filippa et Ermelinda Cortese. Bertone Design est dirigée par l'architecte Aldo Cingolani, lequel est soutenu par un groupe d'entrepreneurs dans le but d'un renouveau de la marque au niveau mondial dans les domaines de l'architecture, du design industriel, et de la mode. La Bertone Design opère également dans le secteur ferroviaire, ses projets les plus récents sont les ETR 1000 Trenitalia et le train "Jazz" régionale d'Alstom ; les deux trains doivent entrer en service en 2015.
La Bertone Design est revendu au Groupe AKKA Technologies au deuxième trimestre de 2016 qui regroupait déjà des activités de design automobile grâce à Mercedes Benz Technologies, propriété du Groupe AKKA Technologies depuis plusieurs années. Le groupe AKKA Technologies a donc saisi l'occasion d'accroître son positionnement en ingénierie et en services aux constructeurs pour livrer des projets véhicules clefs en mains.

### Bertone GB110
En 2022, les nouveaux propriétaires Mauro et Jean-Franck Ricci ont relancé la marque Bertone, entamant une nouvelle ère en tant que carrossier de voitures exclusives en édition limitée. Mauro et Jean-Franck Ricci, forts de 38 ans d'expérience dans l'ingénierie et l'automobile et ayant créé un groupe d'ingénierie performant dans le domaine de la mobilité, fusionnent l'héritage du design Bertone avec l'ingénierie automobile haute performance. La première d'une série de véhicules en édition limitée, la GB110, a été présentée au salon Top Marques Monaco en juin 2024, marquant le 110e anniversaire et le début d'un nouveau chapitre de l'histoire de Bertone.

## Voitures portant la griffe «Bertone»

### Années 1920 - 1950
- 1930 Fiat 1100
- 1934 Alfa Romeo 6C 2300
- 1936 Fiat 1500
- 1938 Fiat 500 Topolino
- 1947 Fiat 1500 Cabriolet
- 1947 Fiat 500 Topolino Barchetta
- 1949 Lancia Aprilia Cabriolet
- 1950 Siata Amica
- 1950 Fiat 1400 Berline

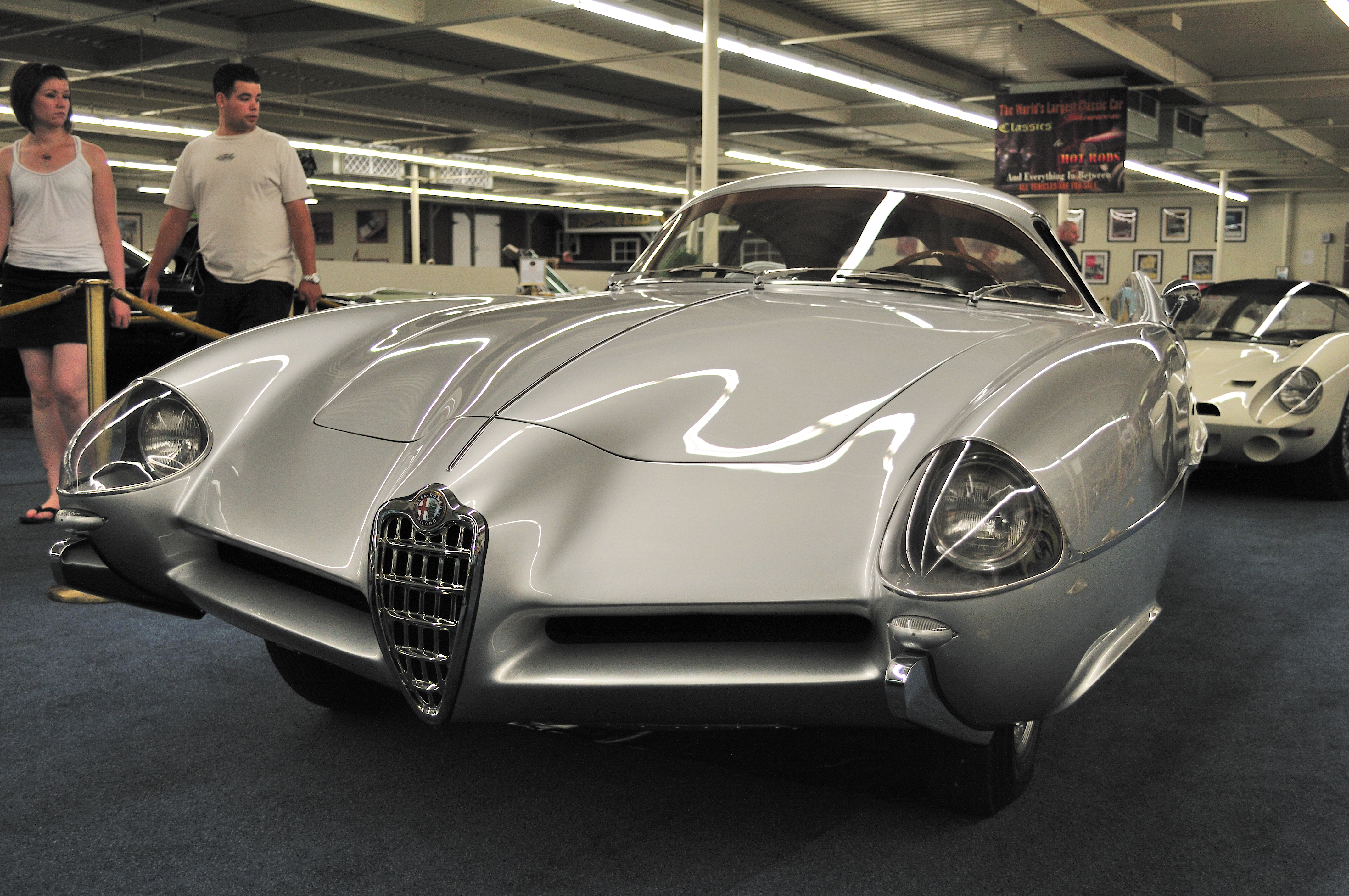
Alfa Romeo BAT 9 (1955).

- 1951 Fiat 1400 Cabriolet St. Leger
- 1951 Fiat 1100 Cabriolet Derby
- 1951 Lancia Aurelia Victoria
- 1951 Siata Amica Cabriolet
- 1952 Abarth 1500 Coupé
- 1953 Fiat 1100 Berlina Smart
- 1953 MG Arnolt
- 1953 Arnolt Bristol
- 1954 Alfa Romeo 1900 Sport Spider
- 1954 Alfa Romeo 2000 Sport
- Alfa Romeo BAT-5
- 1954 Alfa Romeo BAT-7
- Alfa Romeo BAT-9
- 1954 Alfa Romeo Giulietta Sprint
- 1955 Arnolt-Bristol
- 1956 Alfa Romeo Giulietta SS
- 1956 Alfa Romeo Giulietta Sprint
- 1958 Abarth 1000 GT Coupé (en)
- 1958 NSU Prinz Coupé

### Années 1960 - 1980
- 1960 Alfa Romeo Giulietta Sprint Speciale
- 1960 Gordon-Keeble (en)
- 1960 NSU Wankel Spider
- 1960 Simca Coupé 1200 S
- 1961 Alfa Romeo 2000/2600 Sprint
- 1961 ASA 1000 “Ferrarina”
- 1961 Aston Martin DB4 GT Jet
- 1962 Alfa Romeo 2600 Sprint
- 1962 Alfa Romeo Giulia Sprint
- 1962 Alfa Romeo Giulia Sprint Speciale
- 1962 ASA Coupé
- 1962 Alfa Romeo GTA

- 1962 BMW 3200 CS

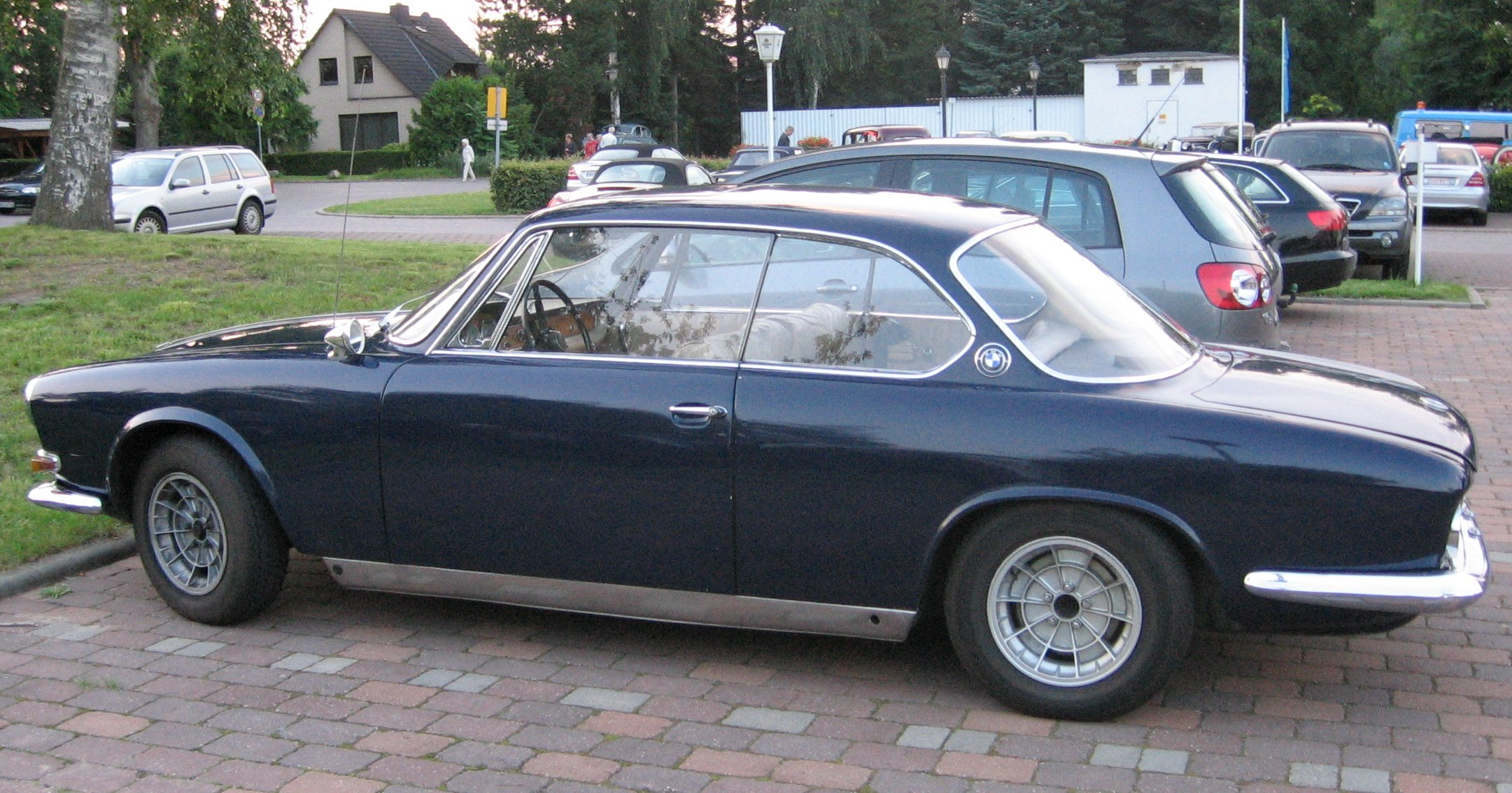
BMW 3200 CS

- 1962 Ferrari 250 GT Berlinetta Lusso
- 1962 Iso Rivolta
- 1962 Simca 1000 Coupé
- 1964 Alfa Romeo Canguro (en)
- 1964 Alfa Romeo GT 1300/2000
- 1964 Fiat 850 Spider
- 1964 lso Rivolta Coupé
- 1964 Iso Grifo
- 1964 Fiat Dino Coupé
- 1965 Abarth OT 1000 Spider
- 1965 Fiat 850 Coupé
- 1965 Iso Rivolta Grifo

- 1966 Lamborghini Miura
- 1967 Alfa Romeo Montreal
- 1967 Fiat Dino Coupé 2e série
- 1967 Lamborghini Marzal
- 1967 Simca 1200S Coupé 2e série
- 1967 Toyo Kogyo Mazda 1500/1800
- 1968 Alfa Romeo Carabo
- 1968 Alfa Romeo 1750 1750/2000
- 1968 Racer Team Berlinetta
- 1968 Fiat 850 Sport Spider
- 1968 Lamborghini Espada

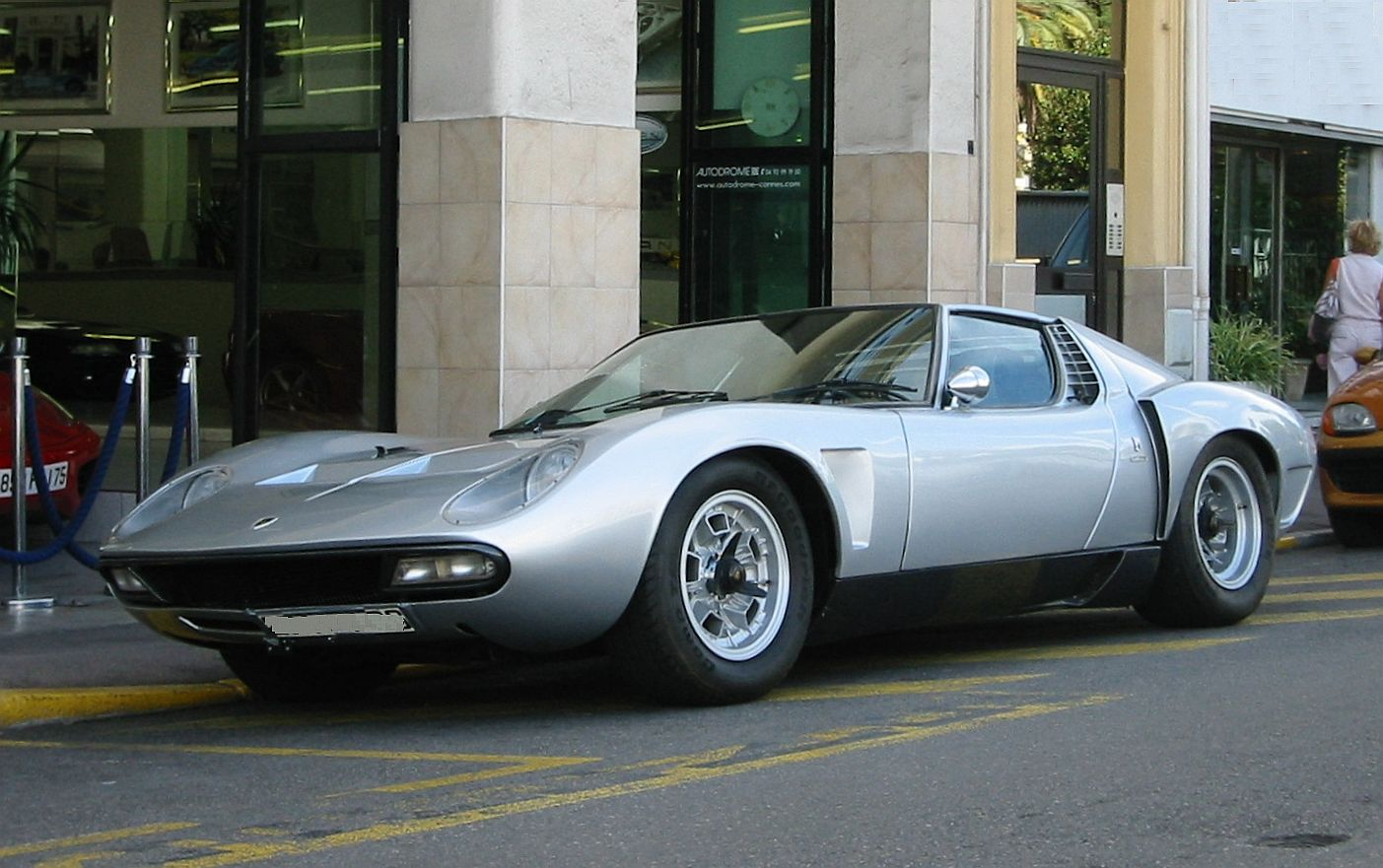
Lamborghini Miura P400S Spyder de 1971.

- 1968 Lambretta Luna line: Lui, Vega & Cometa
- 1969 Iso Rivolta Lele
- 1969 Lambretta GP/DL Scooter
- 1970 Alfa Romeo Montreal
- 1970 Bertone Stratos (es) Prototype
- 1970 Lamborghini Jarama
- 1971 Lamborghini Urraco
- 1972 Fiat X1/9 (fabriquée chez Bertone - 3e série badgée Bertone)
- 1972 Lamborghini Countach
- 1972 Maserati Khamsin
- 1973 Ferrari Dino 308 GT4
- 1973 Bertone NSU Trapeze
- 1974 Audi 50
- 1974 Ferrari 208/308 GT4
- 1974 Innocenti Mini 90/120
- 1974 Lancia Stratos
- 1974 Maserati Quattroporte II
- 1975 Volkswagen Polo
- 1975 Fiat X1/9 Dallara Icsunonove
- 1976 Ferrari Rainbow
- 1976 Fiat 131 Rally
- 1977 Volvo 262 C
- 1978 Alfa Romeo Alfetta
- 1978 Fiat X1/9 (2e série)
- 1980 Alfa Romeo Alfetta 2000
- 1981 Fiat Ritmo/Strada Cabrio
- 1982 Citroën BX
- 1984 Alfa Romeo 90
- 1985 Volvo 780
- 1986 Bertone Zabrus
- 1986 Opel Kadett Cabrio
- 1987 Skoda Favorit
- 1989 Bertone Freeclimber (it)
- 1989 Citroën XM

### Années 1990 à nos jours

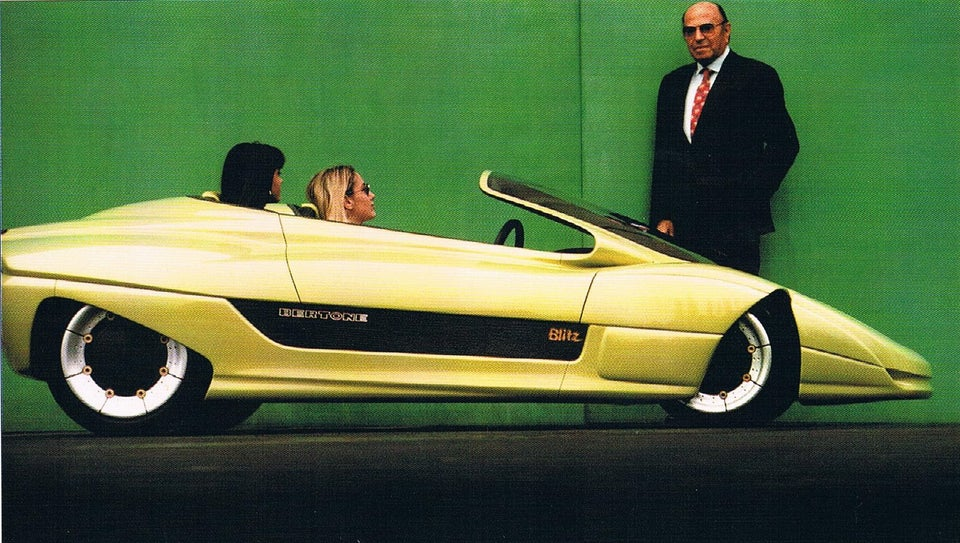
Bertone Blitz de 1992.

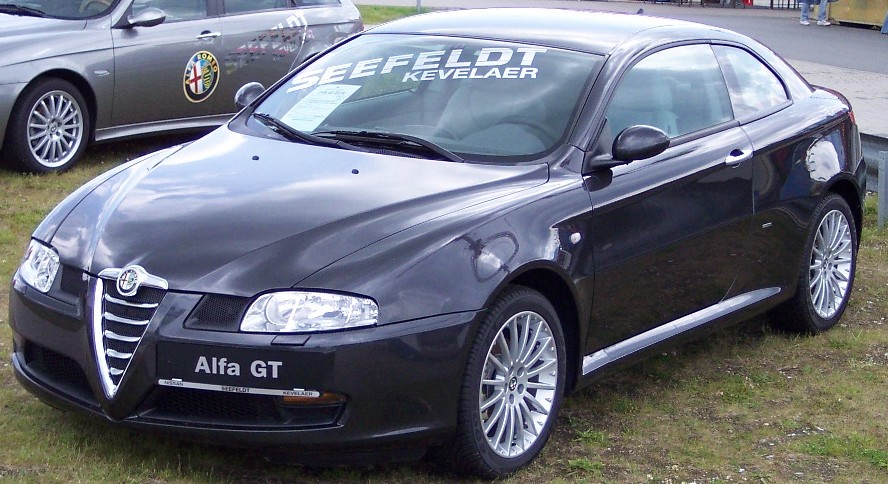
Alfa GT.

- 1990 Bertone Nivola
- 1991 Citroën ZX
- 1991 Daewoo Espero
- 1992 Bertone Blitz (en)
- 1992 Bertone Freeclimber 2
- 1993 Opel Astra Cabrio
- 1994 Bertone Z.E.R.
- 1994 Fiat Punto Cabrio
- 1995 Bertone Kayak (it)
- 1995 Daewoo Espero
- 1996 Scania Trucks, Opel Slalom
- 1999 BMW C1
- 1999 Opel Astra Coupé
- 2000 Opel Astra Coupe/Cabrio
- 2003 Alfa Romeo GT
- 2003 Bertone Birusa (en)
- 2004 Bertone Aston Martin Jet 2 (en)
- 2005 Bertone Villa
- 2006 Bertone Suagnà
- 2006 BMW Mini Cooper S John Cooper Works GP R53 (Fabrication)
- 2007 Bertone Barchetta
- 2008 Chery Kimo
- 2008 Alfa Romeo BAT-11
- 2009 Bertone Mantide (en)
- 2009 Chevrolet Niva
- 2010 Alfa Romeo Pandion
- 2011 Jaguar B99
- 2012 Bertone Nuccio
- 2022 Bertone GB110